# Rhododendron succothii
Rhododendron succothii är en ljungväxtart som beskrevs av Davidian. Rhododendron succothii ingår i släktet rododendron, och familjen ljungväxter. Inga underarter finns listade i Catalogue of Life.